# Here's Negan
«Aquí está Negan» —título original en inglés: «Here's Negan»— es el vigésimo-segundo episodio y a su vez episodio final de la décima temporada de la serie de televisión The Walking Dead y a su vez es el episodio 153 en general. Estuvo dirigido por David Boyd y en el guion estuvo a cargo por Heather Bellson, el episodio se lanzó a través de la plataforma de transmisión AMC+ el 2 de abril de 2021 y se transmitió por televisión el AMC el 4 de abril. Sin embargo la cadena FOX Channels hizo lo propio en Hispanoamérica y España el 5 de abril de 2021.
Con Maggie Greene (Lauren Cohan) de vuelta en Alexandria, Carol Peletier (Melissa McBride) toma a Negan (Jeffrey Dean Morgan) para un viaje con el objetivo de minimizar la tensión creciente. Allí, Negan reflexiona sobre su difunta esposa Lucille (Hilarie Burton-Morgan) y los eventos que lo llevaron a este punto. En una gran divergencia del cómic fuente del mismo nombre, "Here's Negan" termina con Negan regresando a Alexandría para vivir a tiempo completo en lugar de despegar por su cuenta. El episodio fue elogiado por la crítica.

## Trama
Maggie (Lauren Cohan) está caminando con su hijo Hershel en Alexandría cuando de repente se encuentra con Negan (Jeffrey Dean Morgan) de nuevo, compartiendo una mirada tensa con él. Carol (Melissa McBride) observa esto y poco después lleva a Negan a caminar con ella por el bosque hasta la cabaña de Leah. Al entrar, Carol afirma que el consejo de Alexandría votó para desterrar a Negan para que pueda vivir lejos de Maggie, aunque Negan sospecha que esto es obra de Carol y no del consejo. Por la noche, Negan comienza a tener alucinaciones de ser confrontado por su antiguo yo antagónico y comienza a debatir sobre sí mismo. Al día siguiente, Negan regresa al árbol donde fue derrotado por Rick Grimes en el final de la Guerra contra los Salvadores, recordando cómo Michonne le dijo que su bate de béisbol "Lucille" nunca lo recuperó después. Negan usó una pala para desenterrar su bate perdido hace mucho tiempo cuando un caminante se le acerca y reflexiona sobre su pasado. 
Al comienzo del apocalipsis, Negan es un marido indolente para Lucille (Hilarie Burton-Morgan). Habiendo perdido su trabajo como profesor de gimnasia en la escuela secundaria, pasa su tiempo jugando videojuegos, derrochando una chaqueta de cuero y engañando a Lucille con su amiga Janine. Lucille es diagnosticada con cáncer y deduce la aventura de Negan antes de confrontarlo sobre su diagnóstico y su aventura esa noche. Ella le implora que no busque medicinas y se quede con él antes de morir, pero él le asegura que no se rendirán. Siete meses después, Negan continúa tratando a Lucille con medicamentos extraídos. Después de un encuentro con un caminante, los dos deciden apagar su generador para no atraer a los caminantes, pero se olvidan de volver a encenderlo, estropeando la medicina de Lucille al día siguiente. A pesar de la aprensión de Lucille, Negan decide irse para buscar más medicina para ella.
Seis semanas más tarde, se encuentra con el doctor Franklin (Miles Mussenden) y su hija adoptiva Laura (Lindsley Register), la última de las cuales se convierte en parte de sus secuaces Salvadores de Negan en el futuro. Los dos le dan la medicina que necesita después de escuchar su historia, así como el bate de béisbol de Laura para defensa propia. Días después, está cautivo por una banda de motociclistas Valak's Vipers, dirigida por Craven (Rodney Rowland), quienes roban suministros y exige saber dónde está Franklin. Negan les da a regañadientes la ubicación de Franklin; Al capturar a Franklin y Laura, la pandilla deja que Negan se vaya con la medicina. Regresa con Lucille solo para ver que ella se suicidó en su ausencia y dejó una nota pidiéndole que la dejara. Después de llorar, un devastado Negan enciende su casa en llamas para poner fin a su miseria, se pone la chaqueta de cuero y envuelve su bate de béisbol en alambre de púas.
Regresa y elimina a la mayoría de los Valak's Viper. Franklin escapa de sus ataduras mientras los dos someten a Craven. Después de que Franklin va a liberar a Laura, Negan se burla de Craven con una historia de cómo perdió su trabajo en la escuela secundaria debido a una paliza severa a un hombre que fue grosero con Lucille. Supone que ahora, ya no tiene que enfrentar consecuencias legales por perder los estribos. Negan luego usa su bate, a cual lo llama "Lucille" en memoria de su esposa, para matar a Craven.
En el presente, un caminante intenta atacar a Negan, quien lo mata con Lucille, pero la fuerza del golpe combinada con la condición frágil del bate hace que Lucille se astille y se rompa sin posibilidad de reparación. Esa noche, Negan conmemora a su esposa y se disculpa con ella por todo antes de quemar el bate de béisbol. En paz con su pasado, Negan regresa a Alexandria, donde Carol le advierte que es probable que Maggie intente matarlo si se queda. Ella admite que lo llevó a la cabaña para que su muerte no estuviera en su conciencia, pero ahora que ha regresado, no se sentirá culpable si muere. Negan acepta cualquier destino que le ocurra y regresa a Alexandria, respondiendo a la mirada de odio de Maggie con una sonrisa.

## Producción y desarrollo

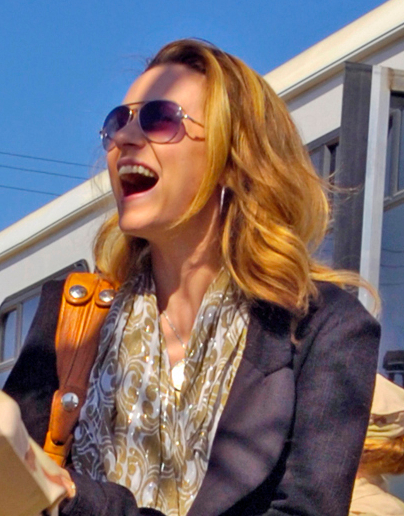
Hilarie Burton-Morgan hizo una aparición especial en el episodio como Lucille. Burton es la esposa en la vida real de Jeffrey Dean Morgan.

Este episodio presenta a Hilarie Burton-Morgan (esposa en la vida real de Jeffrey Dean Morgan) como Lucille, la difunta esposa de Negan. Su casting se anunció por primera vez el 3 de noviembre de 2020. El episodio también con estrellas invitadas como Rodney Rowland y Miles Mussenden, cuyo casting se anunció el 6 de enero de 2021. El episodio también trae de vuelta a Lindsley Register como Laura, que aparece en los flashbacks de Negan. Laura murió en el episodio "Stalker" y también apareció en una de las alucinaciones de Michonne en "What We Become".
Dalton Ross de Entertainment Weekly, entrevistó a Burton y se sintió muy cómoda con su personaje como Lucille y dijo: "Definitivamente ya estaba en la página. Lo bueno de Lucille es que, muchas veces los personajes, especialmente las mujeres, son diagnosticados con cáncer, de repente se escriben como estas criaturas etéreas y angelicales."
| Se lo agradezco. Me enviaste un mensaje de texto diciendo que era la primera vez que te conmovían hasta las lágrimas en el programa en 11 temporadas, así que estaba feliz.—Jeffrey Dean Morgan |

Durante una entrevista con Brandon Davis de Comicbook.com, Burton expresó su elogio por trabajar junto con su esposo Jeffrey Dean Morgan y dijo: "Tengo mucha suerte en mi carrera porque realmente no hago una audición para el trabajo. Trabajo con mis amigos y lo hago intencionalmente porque me gusta tener una mano corta con las personas con las que estoy trabajando. Y me verán trabajar mucho con viejos compañeros de reparto de One Tree Hill o White Collar, u otros trabajos que he hecho. Pero trabajar con mi esposo, como la persona a la que voy dormir, cepillarme los dientes, cocinar y hacer todas las cosas que lo llevaron a un nivel completamente diferente. Y en todo caso, realmente tuve dificultades para contenerme y emocionarme porque se supone que Lucille es así mala, como si fuera la dura. Ella es la piedra y Negan es emocional."
La canción "Back in Black" de AC/DC se usa en la escena en la que Negan está jugando videojuegos. También se utiliza la canción "You Are So Beautiful" de Joe Cocker, en la que Negan describe en el episodio como "probablemente la mejor balada de amor jamás escrita" y es la canción favorita de Lucille.

## Recepción

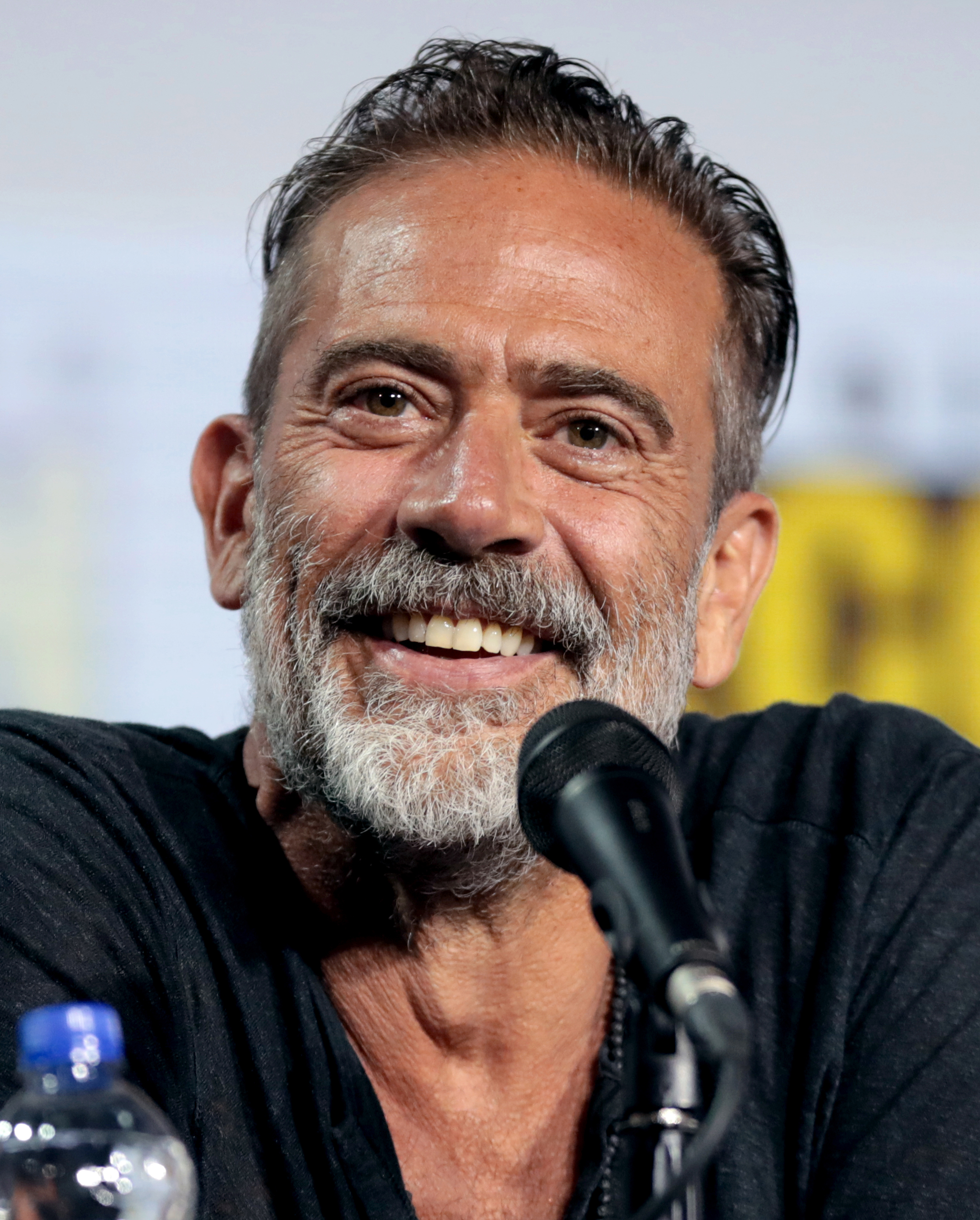
El episodio presenta de manera prominente a Jeffrey Dean Morgan como Negan; su actuación fue aclamada por la crítica.

### Recepción crítica
"Here's Negan" recibió elogios generalizados de la crítica, y muchos lo elogiaron como uno de los mejores episodios de la serie. En Rotten Tomatoes, el episodio tiene un índice de aprobación del 92% con una puntuación media de 9/10 sobre 12, según 13 reseñas. El consenso crítico del sitio dice: "La química de Jeffrey Dean Morgan con su compañera en la vida real Hilarie Burton agrega una autenticidad agridulce a "Here's Negan," un fuerte final de temporada que trae sombras de humanidad a uno de los personajes más irredimibles de The Walking Dead."
Ron Hogan de Den of Geek le dio al episodio una calificación de 5/5, elogiando la actuación de Morgan y escribió: "Con "Here's Negan", Jeffrey Dean Morgan tuvo una gran oportunidad para mostrar sus habilidades como actor y el brilla absolutamente".
Jeffrey Lyles de Lyles' Movie Files le dio una calificación de 10/10 y escribió: "Here's Negan proporcionó un contexto estelar para el mejor villano de The Walking Dead. Y en el proceso proporcionó uno de los mejores y más emocionales episodios de toda la serie." Zach Marsh de FilmSpeak le dio al episodio una "A+" -la calificación más alta posible en el sitio -llamándolo el mejor episodio de la serie y agregando que "pertenece al mismo tipo de listas de “mejores episodios de la década” enumera los gustos de “Ozymandias” o “The Suitcase”... parecía dominar," también opinó que la actuación de Morgan fue digna de una nominación Emmy.
Alex McLevy escribiendo para The A.V. Club elogió el episodio con una calificación de B+ y en su reseña dijo: ""Here's Negan" tiene sentido como la entrega final de estos episodios extra de la temporada 10, no solo porque es el mejor del grupo, sino porque efectivamente cierra el primer episodio, centrado en Maggie, completando el círculo de sus historias." Erik Kain quien escribe para Forbes dio una reseña positiva, diciendo: "Este fue verdaderamente uno de los mejores episodios de The Walking Dead en años. Sin duda, uno de los mejores desde las primeras temporadas y el mejor de estos seis episodios adicionales sin lugar a dudas."
Matt Fowler for IGN le dio un 8/10 escribió que el episodio "Lucille ya no es una idea, ya que Burton nos da un personaje pleno y vibrante que puede ver lo bueno persona escondida dentro de un chivato egoísta y malcriado." Paul Dailly de TV Fanatic le dio al episodio 5 de 5 y elogió las actuaciones de Morgan y Burton, durante su reseña escribió: "Creo que es justo decir que Jeffrey Dean Morgan y Hilarie Burton Morgan merecen todos los premios por su trabajo en "Here's Negan."
Escribiendo para io9, Rob Bricken dio una crítica negativa y dijo: "El episodio decide usar múltiples flashbacks dentro de flashbacks, que son tan tremendamente desiguales que son mucho más incómodos que convincentes."

### Calificaciones
El episodio fue visto por 2,12 millones de espectadores en los Estados Unidos en su fecha de emisión original, por encima del episodios anterior. Es también el final de temporada con uno de los índices de audiencia más bajos en la historia del programa.